# Basiliek van de Heilige Maagd van ta’ Pinu
De Basiliek van het Nationale Heiligdom van de Heilige Maagd van Ta' Pinu (Maltees: Santwarju Bażilika tal-Madonna ta' Pinu) is een katholieke basilica minor en een belangrijk nationaal heiligdom op Gozo, het zustereiland van Malta. “Pinu” is een Maltese voornaam, die mogelijk verwijst naar Pinu Gauci, die in 1598 curator werd van wat toen reeds een pelgrimsoord was.
De basiliek is gelegen op ongeveer 700 meter van het dorp Għarb, in een open landschap, waardoor bezoekers kunnen genieten van een prachtig uitzicht op het gebied. Het huidige kerkgebouw dateert van 1920-1930, en werd opgetrokken op de site van een veel oudere kapel, die teruggaat tot de 16e eeuw. Aan de plek zijn meerdere legendes en wonderen verbonden. 
Paus Johannes Paulus II droeg op het kerkplein van het heiligdom de mis op tijdens zijn bezoek van 26 mei 1990, en op 18 april 2010 schonk paus Benedictus XVI een Gouden Roos voor het beeld van onze Lieve Vrouw van ta' Pinu. 